# 129 км (Томская область)
129 км (129 километр) — железнодорожный разъезд (тип населённого пункта) в Томском районе Томской области России. Входит в состав Октябрьского сельского поселения.

## География
Находится в лесной местности.

## История
Разъезды 130, 129 и 124 км железной дороги вошли в состав Октябрьского сельсовета, образованного по решению Томского облисполкома № 328 от 26 декабря 1976 года .
Согласно Закону Томской области от 12 ноября 2004 года № 241-ОЗ населённый пункт 129 км вошёл в состав образованного Октябрьского сельского поселения.

## Население
| 2002 | 2008 | 2009 | 2010 | 2011 | 2012 | 2013 | 2014 | 2015 |
| ---- | ---- | ---- | ---- | ---- | ---- | ---- | ---- | ---- |
| 3    | ↗6   | ↘4   | ↗5   | →5   | →5   | →5   | →5   | →5   |
| 2021 |      |      |      |      |      |      |      |      |
| ↘0   |      |      |      |      |      |      |      |      |

## Инфраструктура
Путевое хозяйство. Платформа 129 км железнодорожной ветки Томск—Белый Яр.
Водозабор — из колодца.

## Транспорт
железная дорога.
К разъезду подъезд по дорогам отсутствует